# Marina Katić
Pour les articles homonymes, voir Katić.
Marina Katić est une ancienne joueuse de volley-ball croate née le 1er octobre 1983 à Split. Elle mesure 1,83 m et jouait au poste de passeuse. 

## Clubs
| Club                  | De        | À         |
| --------------------- | --------- | --------- |
| OK Kastela            | 1998-1999 | 2001-2002 |
| Despar Perugia        | 2002-2003 | 2003-2004 |
| RC Villebon 91        | 2004-2005 | 2004-2005 |
| OK Kastela            | 2005-2006 | 2005-2006 |
| VBC Voléro Zurich     | 2006-2007 | 2006-2007 |
| Volley 2002 Forlì     | 2007-2008 | 2007-2008 |
| Iraklis Salonique     | 2008-2009 | 2008-2009 |
| River Volley Piacenza | 2009-2010 | 2009-2010 |
| Ereğli Belediye       | jan 2011  | avr 2011  |
| İqtisadçı VK          | 2011-2012 | 2011-2012 |
| PTPS Piła             | 2012-2013 | 2012-2013 |
| Dąbrowa Górnicza      | 2013-2014 | 2013-2014 |
| Imoco Volley          | 2014-2015 | 2014-2015 |
| SC Potsdam            | 2015-2016 | 2015-2016 |

## Palmarès
- Championnat de Croatie
  - Vainqueur : 2002.
- Championnat d'Italie
  - Vainqueur : 2003.
- Coupe d'Italie
  - Vainqueur : 2003.
- Championnat de Suisse
  - Vainqueur : 2007.
- Supercoupe de Pologne
  - Vainqueur : 2013.